# Parlament Włoch

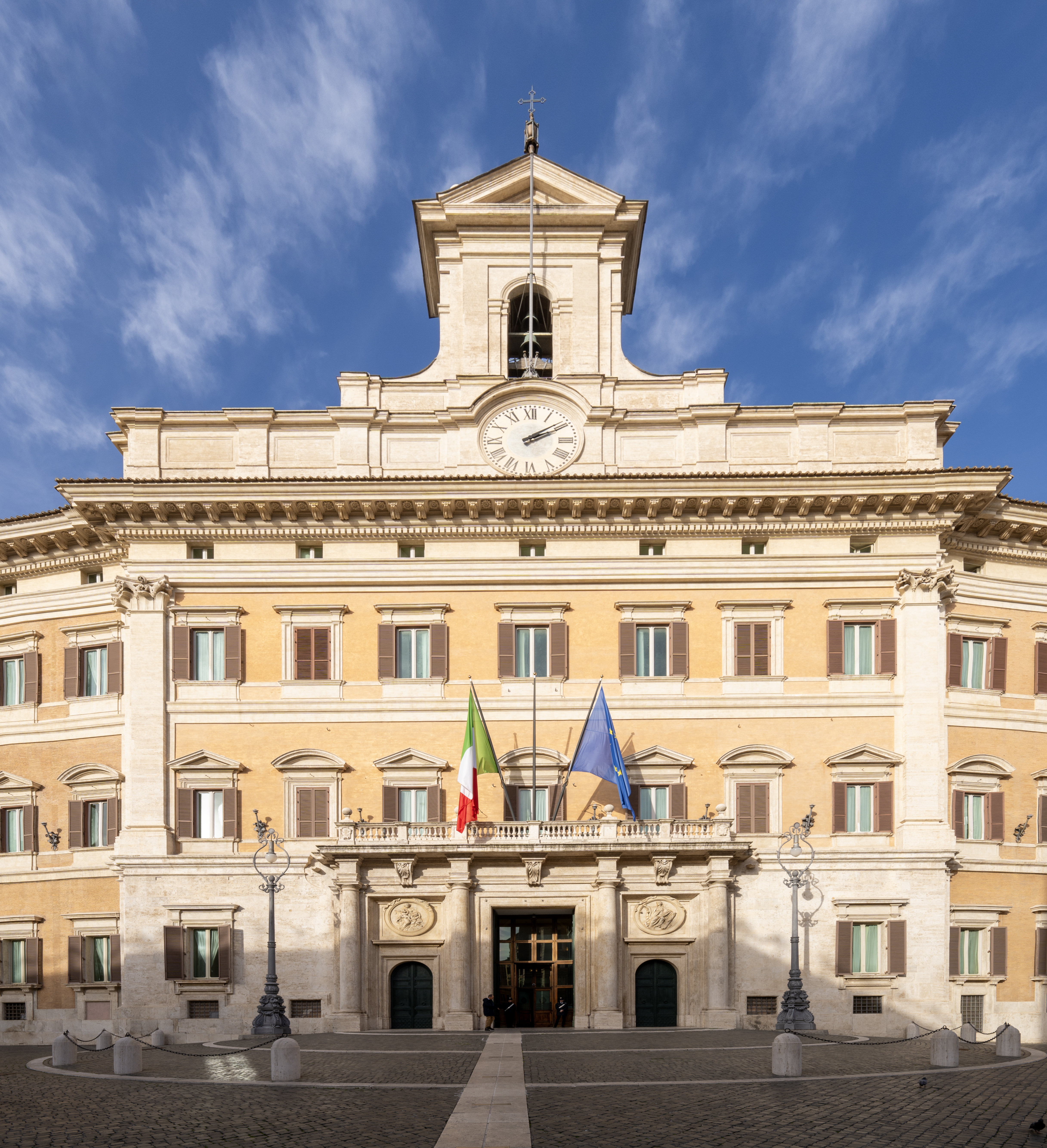
Siedziba parlamentu

Parlament Włoch (wł. Parlamento Italiano) – dwuizbowy parlament Republiki Włoskiej. Składa się z Izby Deputowanych (izba niższa) oraz Senatu (izba wyższa). Jego siedzibą jest Rzym.